# 维林彭塔
维林彭塔（義大利語：Villimpenta），是意大利曼托瓦省的一个市镇。总面积14平方公里，人口2264人，人口密度161.7人/平方公里（2009年）。国家统计（ISTAT）代码为020068。